# 812 هـ
812 هـ هي سنة في التقويم الهجري امتدت مقابلةً في التقويم الميلادي بين سنتي 1409 و1410.

## مواليد
- نجم الدين ابن فهد المكي